# Martial-Louis de Beaupoil de Saint-Aulaire
Pour les autres membres de la famille, voir Famille de Beaupoil de Saint-Aulaire.
Martial-Louis de Beaupoil de Saint-Aulaire, né le 1er janvier 1719 au château de Barry à Bollène et mort à 17 mars 1798 à Fribourg, est un prélat français, évêque de Poitiers, député aux États généraux de 1789.

## Biographie
Issu d'une très ancienne famille noble, Martial-Louis de Beaupoil de Saint-Aulaire entra dans les ordres. Abbé commendataire de l'abbaye Saint-Taurin à Évreux en 1753, il fut sacré évêque de Poitiers en 1759. 
Député du clergé, le 27 mars 1789, aux États généraux, où il représenta la sénéchaussée du Poitou, il s'était montré, dans l'Assemblée préparatoire de son ordre tenue à Poitiers pour la rédaction des cahiers, très opposé aux prétentions du bas-clergé défendues par l'abbé Jacques Jallet qui sera élu député le 1er avril. 
Le curé de Notre-Dame de Poitiers s'en plaignit officiellement dans une lettre adressée à Necker, où il prétendit que 
« les évêques de Poitiers et de Luçon s'étaient opposés constamment à admettre dans le procès-verbal les demandes, réclamations et protestations qu'ont voulu faire Messieurs les curés, relativement au susdit cahier, de manière que le cahier n'est, à proprement parler, que celui de Messeigneurs les évêques ; aussi est-il sans ordre, sans style et sans franchise ». 
Ce que leur reprocha également l'abbé Jallet dès les premières séances des Etats-Généraux.
L'évêque s'efforça du moins de prévenir dans son clergé le goût des innovations : 
« Nos biens, notre existence civile et politique, tout est menacé. Fasse le ciel que l'orage qui gronde sur la tête des ministres des autels respecte les autels mêmes. » 
Il siégea parmi les plus obstinés défenseurs de l'ancien régime et se montra, dès le début, l'adversaire de toutes les innovations et de toutes les réformes proposées. Démissionnaire « pour raison de santé », le 10 septembre, il rentra, quelque temps après, dans l'Assemblée, protestant contre la Constitution civile du clergé par ces paroles : 
« J'ai soixante-dix ans, j'en ai passé trente-cinq dans l'épiscopat où j'ai fait tout le bien que je pouvais faire. Accablé d'années et d'études, je ne veux pas déshonorer ma vieillesse, je ne veux pas prêter un serment.... (Il s'élève beaucoup de murmures.) Je prendrai mon sort en esprit de pénitence. (La partie droite applaudit.) » 
Il quitta la France aussitôt après la session et émigra dans les États allemands, où il mourut sous le Directoire. Il fut le dernier abbé commendataire de l'abbaye Saint-Taurin avant la Révolution.